# Bryoerythrophyllum yunnanense
Bryoerythrophyllum yunnanense là một loài rêu trong họ Pottiaceae. Loài này được (Herzog) P.C. Chen mô tả khoa học đầu tiên năm 1941.